# Badminton 2012
Höhepunkte des Badmintonjahres 2012 waren das olympische Badmintonturnier, der Thomas Cup und der Uber Cup.
== BWF Super Series ==
| Veranstaltung       | Herreneinzel    | Dameneinzel    | Herrendoppel                   | Damendoppel                             | Mixed                                       |
| ------------------- | --------------- | -------------- | ------------------------------ | --------------------------------------- | ------------------------------------------- |
| Korea               | Lee Chong Wei   | Wang Shixian   | Cai Yun Fu Haifeng             | Tian Qing Zhao Yunlei                   | Xu Chen Ma Jin                              |
| Malaysia            | Lee Chong Wei   | Wang Yihan     | Fang Chieh-min Lee Sheng-mu    | Christinna Pedersen Kamilla Rytter Juhl | Zhang Nan Zhao Yunlei                       |
| England             | Lin Dan         | Li Xuerui      | Jung Jae-sung Lee Yong-dae     | Zhao Yunlei Tian Qing                   | Tontowi Ahmad Liliyana Natsir               |
| Indien              | Son Wan-ho      | Li Xuerui      | Bodin Isara Maneepong Jongjit  | Jung Kyung-eun Kim Ha-na                | Tontowi Ahmad Liliyana Natsir               |
| Indonesien          | Simon Santoso   | Saina Nehwal   | Lee Yong-dae Jung Jae-sung     | Wang Xiaoli Yu Yang                     | Sudket Prapakamol Saralee Thungthongkam     |
| Singapur            | Boonsak Ponsana | Juliane Schenk | Markis Kido Hendra Setiawan    | Bao Yixin Zhong Qianxin                 | Chen Hung-ling Cheng Wen-hsing              |
| China Masters       | Chen Long       | Wang Yihan     | Chai Biao Zhang Nan            | Bao Yixin Zhong Qianxin                 | Xu Chen Ma Jin                              |
| Japan               | Lee Chong Wei   | Tai Tzu-ying   | Kim Gi-jung Kim Sa-rang        | Poon Lok Yan Tse Ying Suet              | Chan Peng Soon Goh Liu Ying                 |
| Dänemark            | Lee Chong Wei   | Saina Nehwal   | Shin Baek-cheol Yoo Yeon-seong | Ma Jin Tang Jinhua                      | Xu Chen Ma Jin                              |
| Frankreich          | Daren Liew      | Minatsu Mitani | Ko Sung-hyun Lee Yong-dae      | Ma Jin Tang Jinhua                      | Xu Chen Ma Jin                              |
| China               | Chen Long       | Li Xuerui      | Mathias Boe Carsten Mogensen   | Wang Xiaoli Yu Yang                     | Xu Chen Ma Jin                              |
| Hongkong            | Chen Long       | Li Xuerui      | Cai Yun Fu Haifeng             | Tian Qing Zhao Yunlei                   | Zhang Nan Zhao Yunlei                       |
| Super Series Finale | Chen Long       | Li Xuerui      | Mathias Boe Carsten Mogensen   | Wang Xiaoli Yu Yang                     | Christinna Pedersen Joachim Fischer Nielsen |

== BWF Grand Prix ==
| Veranstaltung       | Herreneinzel      | Dameneinzel              | Herrendoppel                         | Damendoppel                                | Mixed                                   |
| ------------------- | ----------------- | ------------------------ | ------------------------------------ | ------------------------------------------ | --------------------------------------- |
| German Open         | Lin Dan           | Li Xuerui                | Hong Wei Shen Ye                     | Xia Huan Tang Jinhua                       | Thomas Laybourn Kamilla Rytter Juhl     |
| Swiss Open          | Chen Jin          | Saina Nehwal             | Naoki Kawamae Shoji Sato             | Xia Huan Tang Jinhua                       | Tontowi Ahmad Liliyana Natsir           |
| Australia Open      | Chen Jin          | Han Li                   | Markis Kido Hendra Setiawan          | Luo Ying Luo Yu                            | Chen Hung-ling Cheng Wen-hsing          |
| Malaysia Open GPG   | Lee Chong Wei     | Busanan Ongbumrungpan    | Koo Kien Keat Tan Boon Heong         | Chin Eei Hui Wong Pei Tty                  | Chan Peng Soon Goh Liu Ying             |
| Thailand Open       | Sony Dwi Kuncoro  | Saina Nehwal             | Liu Xiaolong Qiu Zihan               | Lam Narissapat Saralee Thungthongkam       | Tao Jiaming Tang Jinhua                 |
| Russia Open         | Kazumasa Sakai    | Yui Hashimoto            | Vladimir Ivanov Ivan Sozonov         | Valeria Sorokina Nina Vislova              | Alexandr Nikolaenko Valeria Sorokina    |
| US Open             | Vladimir Ivanov   | Pai Hsiao-ma             | Hiroyuki Endo Kenichi Hayakawa       | Misaki Matsutomo Ayaka Takahashi           | Tony Gunawan Vita Marissa               |
| Canadian Open       | Chou Tien-chen    | Nozomi Okuhara           | Takeshi Kamura Keigo Sonoda          | Misaki Matsutomo Ayaka Takahashi           | Ryota Taohata Ayaka Takahashi           |
| Vietnam Open        | Nguyễn Tiến Minh  | Porntip Buranaprasertsuk | Bodin Isara Maneepong Jongjit        | Pia Zebadiah Rizki Amelia Pradipta         | Markis Kido Pia Zebadiah                |
| Indonesia Open GPG  | Sony Dwi Kuncoro  | Han Li                   | Kim Gi-jung Kim Sa-rang              | Misaki Matsutomo Ayaka Takahashi           | Tontowi Ahmad Liliyana Natsir           |
| Chinese Taipei Open | Nguyễn Tiến Minh  | Tai Tzu-ying             | Zakry Abdul Latif Fairuzizuan Tazari | Pia Zebadiah Rizki Amelia Pradipta         | Muhammad Rizal Debby Susanto            |
| Dutch Open          | Eric Pang         | Kristína Gavnholt        | Selena Piek Iris Tabeling            | Alvent Yulianto Markis Kido                | Mads Pieler Kolding Kamilla Rytter Juhl |
| Bitburger Open      | Chou Tien-chen    | Juliane Schenk           | Ingo Kindervater Johannes Schöttler  | Wang Rong Zhang Zhibo                      | Anders Kristiansen Julie Houmann        |
| Macau Open          | Chen Yuekun       | Sun Yu                   | Lee Sheng-mu Tsai Chia-hsin          | Eom Hye-won Chang Ye-na                    | Tontowi Ahmad Liliyana Natsir           |
| Korea Open GP       | Lee Dong-keun     | Sung Ji-hyun             | Ko Sung-hyun Lee Yong-dae            | Eom Hye-won Chang Ye-na                    | Shin Baek-cheol Eom Hye-won             |
| India Open GPG      | Kashyap Parupalli | Lindaweni Fanetri        | Ko Sung-hyun Lee Yong-dae            | Savitree Amitrapai Sapsiree Taerattanachai | Fran Kurniawan Shendy Puspa Irawati     |

==Veranstaltungen==
| - 3. Januar – 8. Januar Korea Open - 10. Januar – 15. Januar Malaysia Open - 12. Januar – 15. Januar Estonian International - 19. Januar – 22. Januar Swedish International Stockholm - 2. Februar – 5. Februar Uganda International - 14. Februar – 19. Februar Vorrunden Thomas Uber Cup - 14. Februar – 19. Februar Mannschaftseuropameisterschaft - 16. Februar – 19. Februar Iran Fajr International - 20. Februar – 25. Februar Ozeanienmeisterschaft - 22. Februar – 25. Februar Austrian International - 28. Februar – 4. März German Open - 6. März – 11. März All England - 8. März – 11. März Croatian International - 13. März – 18. März Swiss Open - 15. März – 18. März Romanian International - 21. März – 25. März Giraldilla International - 26. März – 1. April Vietnam International - 29. März – 1. April Finnish International - 3. April – 8. April Australian Open - 4. April – 8. April Osaka International - 5. April – 8. April French International - 11. April – 15. April Peru International - 12. April – 15. April Dutch International - 13. April – 15. April Morning Cup - 17. April – 21. April Europameisterschaft - 17. April – 22. April Asienmeisterschaft - 19. April – 22. April Tahiti International - 24. April – 29. April India Open - 26. April – 29. April Portugal International - 1. Mai – 6. Mai Malaysia Open Grand Prix Gold - 1. Mai – 6. Mai Smiling Fish - 2. Mai – 5. Mai Denmark International - 10. Mai – 13. Mai Slovenian International - 17. Mai – 20. Mai Spanish International - 20. Mai – 27. Mai Thomas Cup 2012 - 20. Mai – 27. Mai Uber Cup 2012 - 24. Mai – 27. Mai Bulgaria Open - 29. Mai – 2. Juni Europapokal - 30. Mai – 3. Juni Maldives International - 5. Juni – 10. Juni Thailand Open - 12. Juni – 17. Juni Indonesia Open - 14. Juni – 17. Juni Mauritius International - 19. Juni – 24. Juni Singapur Open - 21. Juni – 24. Juni Auckland International - 21. Juni – 24. Juni Kenya International - 26. Juni – 1. Juli Russian Open - 28. Juni – 30. Juni Victoria International - 2. Juli – 7. Juli Indonesia International - 3. Juli – 8. Juli US Open - 4. Juli – 8. Juli St. Petersburg White Nights - 10. Juli – 15. Juli Canada Open - 13. Juli – 24. Juli European Universities Games | - 28. Juli – 5. August Olympische Sommerspiele - 14. August – 18. August Singapur International - 21. August – 26. August Vietnam Open - 23. August – 26. August Carebaco-Meisterschaft - 30. August – 2. September Venezuela International - 30. August – 2. September Polish Open - 6. September – 9. September Slovak International - 11. September – 16. September China Masters - 12. September – 16. September Guatemala International - 13. September – 16. September Belgian International - 17. September – 22. September Senioreneuropameisterschaft - 18. September – 23. September Japan Open - 20. September – 23. September Kharkiv International - 20. September – 23. September Argentina International - 25. September – 30. September Indonesia Open Grand Prix Gold - 27. September – 30. September Czech International - 27. September – 30. September Brazil International - 2. Oktober – 7. Oktober Chinese Taipei Open - 4. Oktober – 7. Oktober Bulgarian International - 8. Oktober – 14. Oktober Panamerika-Meisterschaft - 9. Oktober – 14. Oktober Dutch Open - 11. Oktober – 14. Oktober Irish International - 11. Oktober – 14. Oktober Ethiopia International - 16. Oktober – 21. Oktober Denmark Open - 18. Oktober – 20. Oktober Morocco International - 18. Oktober – 21. Oktober Iraq International - 18. Oktober – 21. Oktober Swiss International - 23. Oktober – 28. Oktober French Open - 25. Oktober – 3. November Juniorenweltmeisterschaft - 30. Oktober – 4. November Bitburger Open - 31. Oktober – 3. November Miami PanAm International - 1. November – 4. November Hungarian International - 6. November – 10. November Bahrain International - 6. November – 11. November Welthochschulmeisterschaft - 8. November – 11. November Iceland International - 13. November – 18. November China Open - 13. November – 18. November Malaysia International - 14. November – 17. November Suriname International - 15. November – 18. November Norwegian International - 20. November – 25. November Hong Kong Open - 21. November – 25. November Scottish Open - 27. November – 2. Dezember Macau Open - 29. November – 2. Dezember Welsh International - 29. November – 2. Dezember Botswana International - 4. Dezember – 9. Dezember Korea Open Grand Prix - 6. Dezember – 9. Dezember Irish Open - 6. Dezember – 9. Dezember South Africa International - 11. Dezember – 16. Dezember India International - 12. Dezember – 16. Dezember BWF Super Series Finals - 18. Dezember – 23. Dezember India Open Grand Prix - 19. Dezember – 22. Dezember Turkey International - 27. Dezember – 28. Dezember Copenhagen Masters |